# Тертя
Тертя́ — сукупність явищ, що спричиняють опір рухові одне відносно одного макроскопічних тіл (зовнішнє тертя) або елементів одного і того ж тіла (внутрішнє тертя), при якому механічна енергія розсіюється переважно у вигляді тепла. Зовнішнє тертя відбувається на границі контакту двох твердих тіл. Внутрішнє тертя виникає у потоках рідини або при деформації твердого тіла, між частинами, що переміщуються одна відносно одної.
Зовнішнє тертя (тертя) — явище опору відносному переміщенню, яке виникає між двома тілами в зонах контакту їх поверхонь, тангеціально до них. (ДСТУ 2823-94)

## Види зовнішнього тертя
При наявності відносного руху двох тіл, що контактують між собою, сили тертя, котрі виникають при цьому, можна поділити на:
- Тертя руху — зовнішнє тертя двох тіл, що рухаються одне відносно одного[1], до якого відносяться:
  - Тертя ковзання — зовнішнє тертя руху, під час якого швидкості тіл в точках дотику відрізняються за величиною і (чи) напрямком[1] і діє на тіло у напрямку, протилежному до напрямку проковзування;
  - Тертя кочення — тертя руху, під час якого швидкості тіл однакові за величиною і напрямком, принаймні, в одній точці зони контакту[1] і виникає при коченні одного з двох контактуючих тіл одне відносно одного;
  - Тертя кочення з проковзуванням — тертя руху двох тіл з одночасним тертям кочення і ковзання в зоні контакту[1].
- Тертя спокою — тертя між двома твердими тілами за відсутності їх руху одне відносно одного[1]. Це вид тертя виникає між двома тілами, котрі перебувають у взаємному контакті, і перешкоджає виникненню відносного руху. Його слід подолати для того, щоб привести у рух одне відносно одного два контактуючих тіла. Сила тертя спокою діє протилежно до напрямку ймовірного руху.

## Фізична природа
Фізична природа тертя до кінця не вивчена. Існують різні наукові школи, які трактують природу тертя з різних позицій, наприклад з точки зору фізики металів, електричної природи і т. д.
Сила тертя — неконсервативна сила, яка протидіє рухові фізичного тіла, розсіюючи його механічну енергію в тепло.
За ДСТУ 2823-94 сила тертя — сила, що чинить опір відносному переміщенню одного тіла по поверхні іншого під дією зовнішньої сили, і яка спрямована тангенціально до спільної границі між цими тілами.
За своєю фізичною природою сила тертя належить до електростатичних сил і не є фундаментальним типом взаємодії. В мікроскопічному світі сили тертя немає. Сила тертя виникає лише в макроскопічних системах, де внаслідок хаотичного руху атомів відбувається необоротний процес розсіяння енергії макроскопічного руху складових системи в енергію мікроскопічного руху атомів та молекул.
Сила тертя завжди направлена проти вектора швидкості.
Коли тіло рухається в газі чи рідині, сила тертя пропорційна швидкості, при великих швидкостях — квадрату швидкості.
Вивченням процесів тертя займається розділ фізики, який називається механікою фрикційного взаємодії, або трибологією.
Основною характеристикою тертя є коефіцієнт тертя {\displaystyle \mu }, який визначається речовинами, з яких виготовлені поверхні взаємодіючих тіл.
У найпростіших випадках сила тертя {\displaystyle F} та нормальне навантаження (або сила нормальної реакції) {\displaystyle N_{normal}} зв'язані нерівністю:
{\displaystyle |F|\leqslant \mu {N_{normal}},}
яка перетворюється у рівність тільки за наявності відносного руху. Це співвідношення називається законом Амонтона — Кулона.

Схема дії сил при терті ковзання: W — сила ваги, N — сила нормальної реакції опори, F — прикладена сила, що змушує тіло ковзати по поверхні, F_{f} — сила тертя ковзання.

Отже, як граничний випадок закону Амонтона-Кулона (див. вище), коли тіло пересувається на поверхні іншого тіла, сила тертя пропорційна силі реакції опори N з коефіцієнтом пропорційності μ, який називається коефіцієнтом тертя:
{\displaystyle F=\mu N}.
В техніці в залежності від умов змащування тертя ковзання поділяють на:
- сухе, коли взаємодіючі тверді тіла не розділені жодними додатковими шарами змащення. В техніці зустрічається рідко. Характерна риса сухого тертя — наявність значної сили тертя спокою;
- рідинне (в'язке), при взаємодії тіл, що розділені шаром твердого тіла (порошком графіту), рідини чи газу (мастильного матеріалу). Зустрічається в гідростатичних чи гідродинамічних опорах. Сила рідинного тертя залежить тільки від властивостей мастила та товщини його шару, а не від властивостей поверхні;
- змішане, коли область контакту містить ділянки сухого і рідинного тертя;
- граничне, коли в зоні контакту можуть міститися шари і ділянки різної природи (окисні плівки, рідина і т. д.) — найпоширеніший випадок при терті ковзання.

У зв'язку зі складністю перебігу фізико-хімічних процесів, в зоні фрикційної взаємодії, процеси тертя принципово не піддаються опису методами класичної механіки.
Тертя кочення — опір рухові, що виникає при перекочуванні тіла одне по одному. Проявляється, наприклад, між елементами підшипників кочення, між шиною колеса автомобіля і дорожнім полотном.
{\displaystyle F_{t}={\frac {f}{R}}\cdot N\,}
де:
- {\displaystyle F_{t}} — сила тертя кочення;
- f — коефіцієнт тертя кочення, одиниці вимірювання метр;
- R — радіус тіла кочення;
- N — притискна сила тіла до поверхні.

Максимальна сила тертя спокою прямо пропорційна до сили нормального тиску. Сила тертя спокою перешкоджає початкові руху тіла. З іншого боку, сила тертя спокою може спричинити прискорений рух тіла після початку руху.
Явище внутрішнього тертя у рідинах та газах називається в'язкістю.

## Дисипація енергії
При терті енергія макроскопічного механічного руху переходить в енергію мікроскопічного руху атомів та молекул. Людство навчилося використовувати цей ефект для добування вогню.

## Електризація тертям
При терті поверхні багатьох тіл заряджаються, що свідчить про електростатичну природу тертя. Цей процес використовується для створення статичних зарядів. Одним із найпоширеніших прикладів такої електризації тертям у сучасному світі є електризація барабана у фотокопіювальній машині. За допомогою електризації тертям можна створювати дуже великі напруги, як, наприклад, у електростатичному генераторі Ван де Граафа.

## Змащення
Розрізняють тертя без мастильного матеріалу (сухе тертя) і тертя з мастильним матеріалом, що підводиться у зону тертя. Для зменшення тертя використовуються різноманітні мастила та способи їх подавання в зону тертя. За умовами тертя в умовах змащення класифікують такі види:
- Газове (рідинне, тверде) — мащення, в умовах якого розділення поверхонь тертя тіл, що рухаються одне відносно одного, відбувається за рахунок газоподібного (рідкого, твердого) мастильного матеріалу. Його різновиди:
  - гідродинамічне (газодинамічне) мащення — рідинне (газове) мащення, в умовах якого повне розділення поверхонь тертя відбувається за рахунок тиску, що самочинно виникає в шарі рідини (газу) під час руху поверхонь одна відносно одної;
  - гідростатичне (газове) мащення, в умовах якого повне розділення поверхонь тертя тіл, що перебувають у стані відносного руху чи спокою, відбувається за допомогою рідини (газу), що подається під зовнішнім тиском між поверхнями тертя.
  - еласто-гідродинамічне мащення — мащення, в умовах якого характеристики тертя і товщина плівки рідкого мастильного матеріалу між двома поверхнями, що рухаються одна відносно одної, визначаються пружними властивостями матеріалів поверхонь тертя, а також реологічними властивостями мастильного матеріалу.
- Граничне мащення — мащення, в умовах якого тертя та зношування поверхонь, що рухаються одна відносно одної, визначаються їх властивостями, а також тими властивостями мастильного матеріалу, які відрізняються від об'ємної в'язкості.
- Змішане мащення — мащення, під час застосування якого відбувається частково гідродинамічне, а частково граничне мащення.

У зворотній задачі для збільшення тертя поверхні, які можуть ковзати одна відносно другої, роблять шорсткими. Цій меті служить також і форма підошов взуття.